# Федосєєв Валеріан Олександрович
Федосєєв Валеріан Олександрович (25 серпня 1910, с. Катеринівка,  Самарська губернія, Російська імперія — 1980, Одеса, УРСР, СРСР) — радянський фізик. Доктор фізико-математичних наук, професор (1963), проректор з наукової роботи Одеського державного університету (нині — Одеський національний університет імені І. І. Мечникова.

## Біографія
Валеріан Олександрович Федосєєв народився 25 серпня 1910 р. у с. Катеринівка Самарської губернії у родині вчителів сільської навчальної школи. У 1926 р. він вступив до Саратовського університету на фізико-технічне відділення, але пішов з 3-го курсу за станом здоров’я і виїхав у Туркменську РСР за порадою лікарів.
В. Федосєєв працював завідувачем лабораторії 32-ї стрілецької дивізії в Саратові (1927-1928), вчителем школи 2-го ступеня у м. Мари Туркменської РСР (1929-1930), асистентом (з 1930 р.), доцентом кафедри фізики сільгоспінституту в Ашхабаді (1933-1935). У 1933 р. атестаційна комісія присудила йому звання доцента за досягнення в галузі наукових досліджень. З 1936 по 1941 р. В. О. Федосєєв – доцент кафедри фізики педінституту в Ашхабаді. Одночасно за сумісництвом з 1932 р. до 1939 р. був директором Інституту дощу. У 1939 р. перейшов у фізико-технічну лабораторію Туркменського філіалу Академії наук СРСР, яка стала основним місцем роботи з 1941 р.
1943 р. В. О. Федосєєв захистив кандидатську дисертацію на тему: «Випарювання краплин», а у 1944 р. одержав запрошення на роботу в Одеський університет (нині – Одеський національний університет імені І. І. Мечникова), в якому почав працювати з 1 вересня 1944 р. на посаді завідувача кафедри електроніки. У 1946 р. В. О. Федосєєва затверджено на посаді завідувача кафедри електрофізики. З червня 1950 р. він перейшов на кафедру молекулярних і теплових процесів вже доцентом. В червні 1961 р., за спеціальним дозволом ВАК СРСР, він захистив докторську дисертацію з горіння металів у дисперсному вигляді, а через два роки одержав атестат професора. З 1961 р. по 1963 р. В. О. Федосєєв виконував обов’язки завідувача кафедри загальної і молекулярної фізики. З 1963 р. до 1979 р. завідував кафедрою теплофізики, з 1979 р. до лютого 1980 р. був професором кафедри теплофізики.
Помер В. О. Федосєєв 16 лютого 1980 р. в Одесі.

## Наукова діяльність
Професор В. О. Федосєєв надрукував більше 150 наукових праць. За його сценарієм знято документальний фільм про Проблемну лабораторію фізики аеродисперсних систем.
В. О. Федосєєв – засновник наукової школи з випаровування і горіння речовини в дисперсному вигляді. У 1931 р. В. О. Федосєєв брав активну участь в організації робіт з експериментальної метеорології, очолюючи Ашхабадську філію інституту експериментальної метеорології. У 1933-1934 рр. В. О. Федосєєв здійснив вплив на природні хмари гігроскопічними аерозолями з метою стимулювання дощу. Ці досліди важливі не тільки як перший в історії метод штучного впливу на хмари, але й є доведенням можливості ланцюгового процесу утворення опадів з «теплих» хмар, оскільки на другій стадії опади не вміщували в собі помітної кількості використаного гігроскопічного реагенту. Після переїзду в 1944 р. до Одеси В. Федосєєв продовжив свої дослідження з фізики водяного аерозолю. З керованої ним лабораторії фізики аеродисперсних систем вийшов ряд робіт, присвячених кінетиці випаровування краплин, коагуляції та ізотермічній перегонці у водяному тумані, взаємодії краплин, що випаровуються.
На початку 50-х років В. О. Федосєєв запропонував високоефективний спосіб диспергування перегрітої рідини і на його основі побудував і випробував у промислових умовах новий засіб генерування потужних хвиль аерозолю (застосовуються в сільському господарстві та виробництві, лісовій справі та ін.). З середини 50-х рр. В. О. Федосєєв розширив свої дослідження в галузі фізики аеродисперсних систем, додавши в їх сферу високотемпературні процеси в аерозолях. Розробивши новий метод дослідження кінетики випаровування і горіння аерозолів (метод треків), застосував його для аналізу складних явищ, що спостерігалися при випаровуванні і горінні дисперсного пального. Метод дослідження і основні положення в цій галузі одержали широке розповсюдження та застосування, суттєво поширили можливості експериментального вивчення випаровування і горіння різних пальних.
Великою заслугою В. О. Федосєєва є організація і регулярне проведення в Одеському університеті наукових конференцій, присвячених випаровуванню, горінню і газодинаміці аеродисперсних систем. 
У 1953 р. за плідну діяльність у галузі вищої освіти В. О. Федосєєв був нагороджений орденом Трудового Червоного Прапора.

## Праці
- Воздействие распыленных растворов на туман / В. А. Федосеев // Коллоид. журн. – 1953. – Т. 14, вып. 6.
- Испарение капель горючих жидкостей / В. А. Федосеев, Д. И. Полищук // Журн. техн. физики. – 1956. – Т. 26, вып. 7. – С. 1509-1518.
- О дроблении струи перегретой жидкости / В. А. Федосеев // Коллоид. журн. – 1958. – Т. 20, вып. 4. – С. 493-497.
- Випаровування краплі рідини при її горінні / В. О. Федосєєв, Д. І. Поліщук, Є. Д. Селіванов. // Праці ОДУ. Серія фіз. науки. – 1958. – Т. 148, вип. 6. – С. 43-48.
- Метод треков и его применение / В. А. Федосеев // Тр. ОГУ. – Т. 150, вып. 7. – 1960. – С. 39-44.
- Струйный метод измерения дисперсности гигроскопических дымов / В. А. Федосеев // Коллоид. журн. – 1966. – Т. 28, вып. 4. – С. 515-519.
- Исследование адсорбции паров целительного спирта и ее влияние на испарение водяных капель / В. А. Федосеев // Доклады АН СССР. – 1966. – Т. 167. – С. 617.
- О потерях импульса при течении образующихся аэродисперсной системы через сопло / В. А. Федосеев // Коллоид. журн. – 1980. – № 1.